# Puerto Varas
Vista de Puerto Varas com o vulcão Osorno ao fundo.
Puerto Varas é uma comuna e cidade do Chile, localizada na Região de Los Lagos, a cerca de 960 km a sul de Santiago. 
O aeroporto mais próximo fica em Puerto Montt, a cerca de 25 km de distância de Puerto Varas, via Ruta CH-5 (Rodovia Panamericana).
O clima de Puerto Varas é clima temperado. As temperaturas médias variam de 7 °C no inverno a 14 °C no verão. Puerto Varas, que é cidade geminada com a cidade brasileira de Gramado, no Rio Grande do Sul, tem 110 anos de história, situada em frente ao lago Llanquihue, o segundo maior lago do Chile e o terceiro maior lago natural da América do Sul, Puerto Varas é conhecida como "ciudad de las rosas". Povoada por colonos alemães desde meados do século XIX, na atualidade os seus 40 000 habitantes mantêm a tradição arquitetônica, gastronômica e cultural alemã.
A comuna limita:
- a norte com Llanquihue, Frutillar, Puerto Octay e Puyehue;
- a oeste com Los Muermos;
- a sul com Puerto Montt e Fresia
- a leste com a Argentina

## Galeria

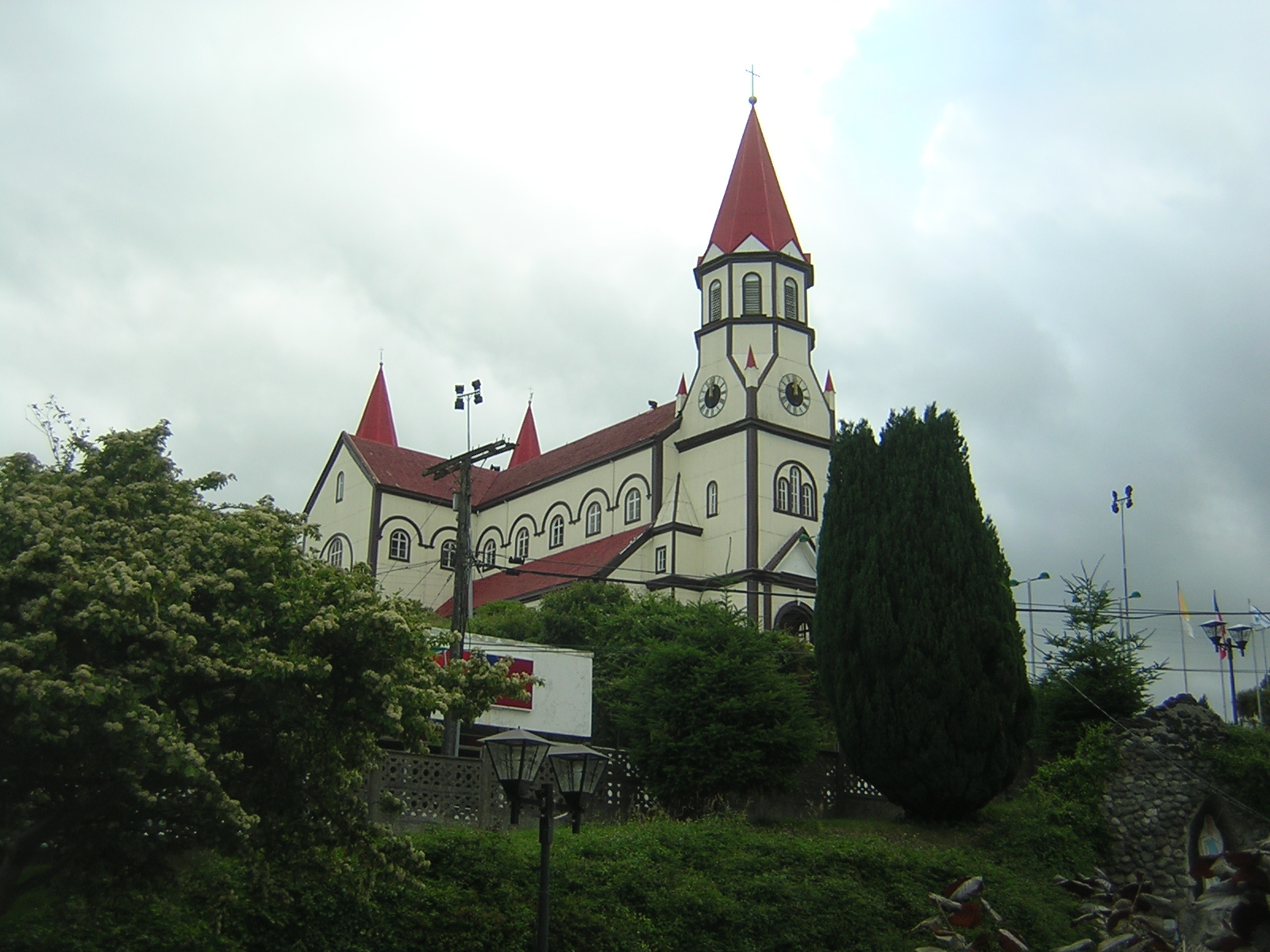
Igreja do Sagrado Coração de Jesus
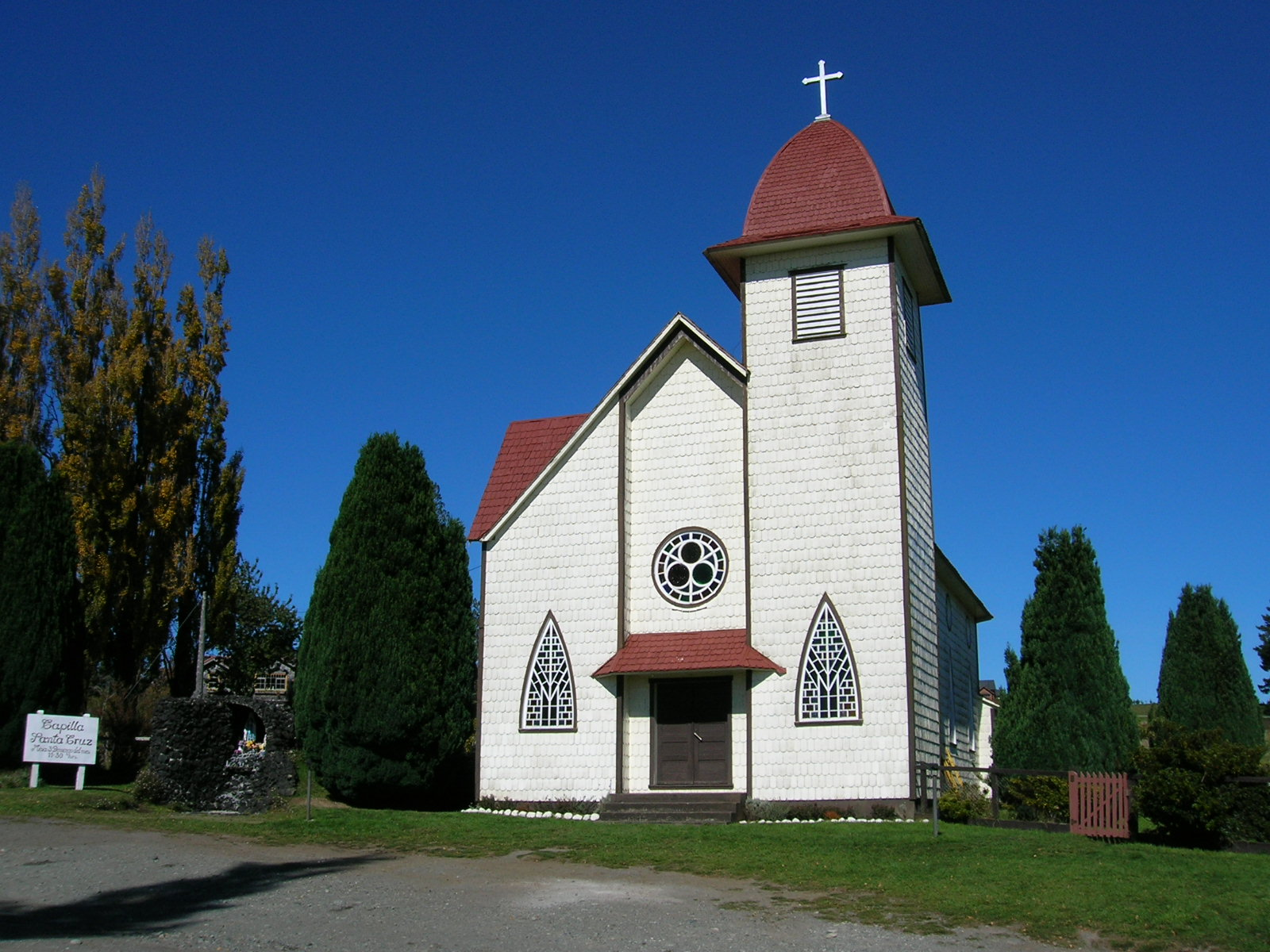
Outra igreja
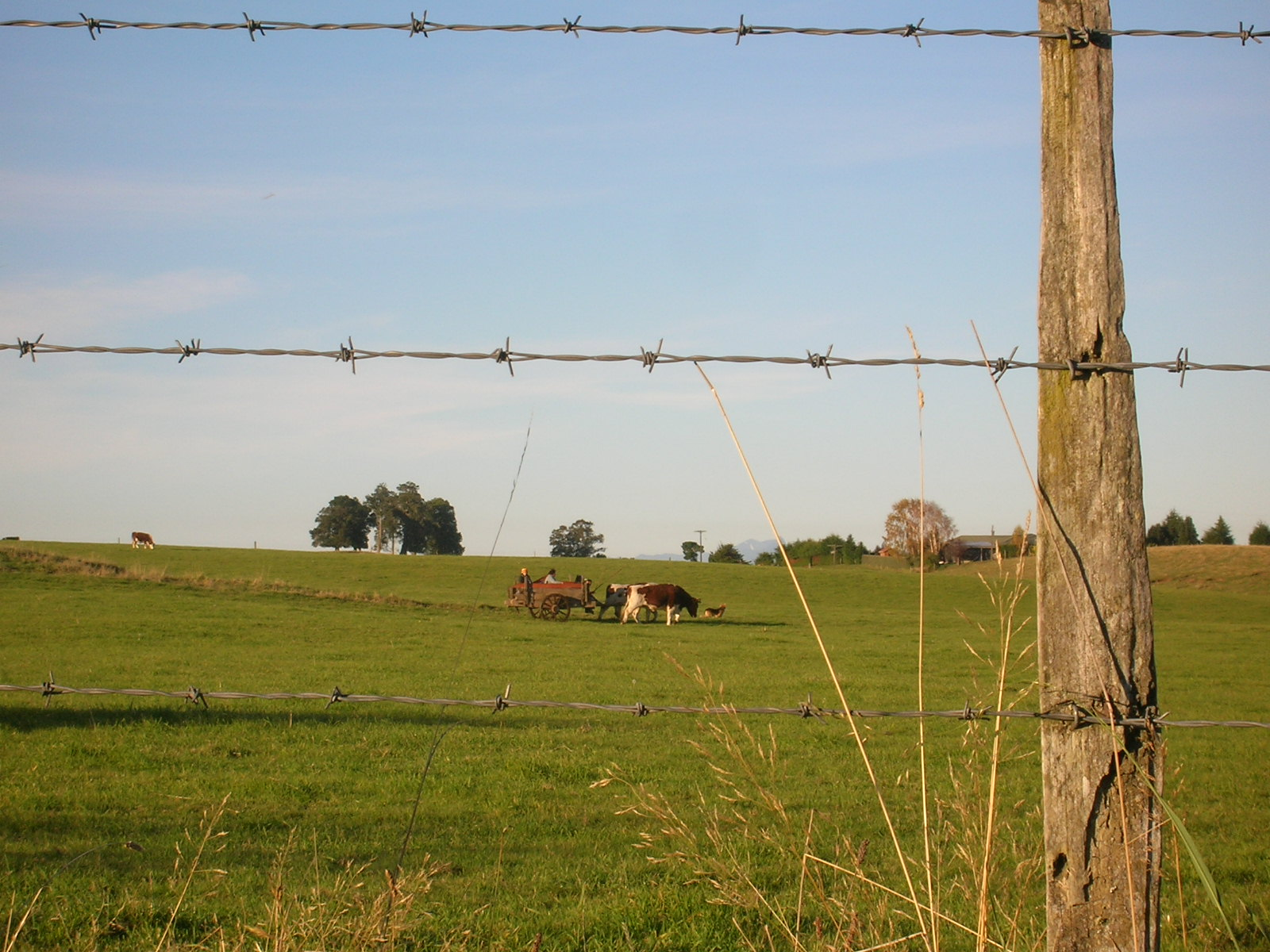
Paisagem rural
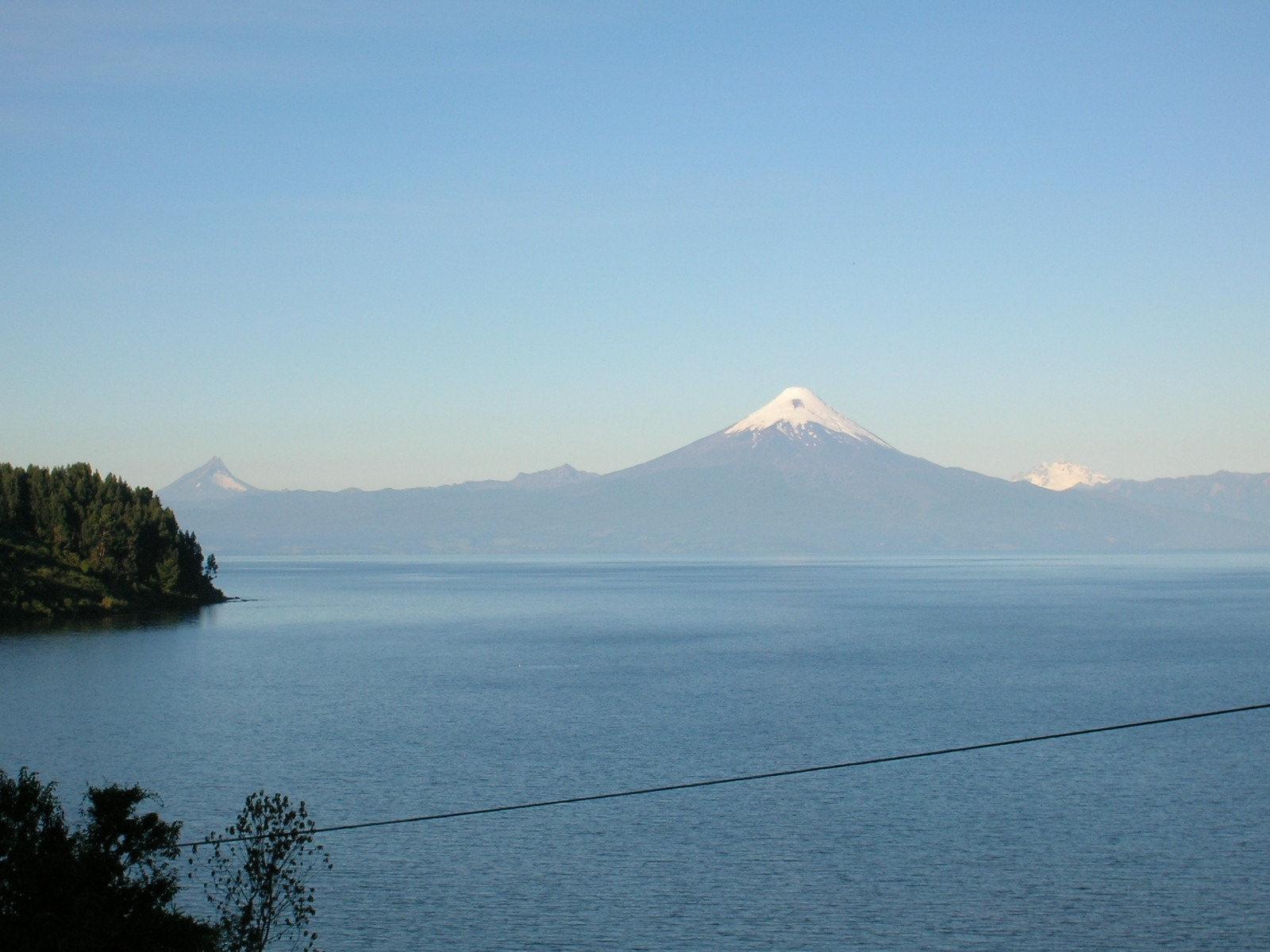
O lago Llanquiue e o vulcão Osorno ao fundo
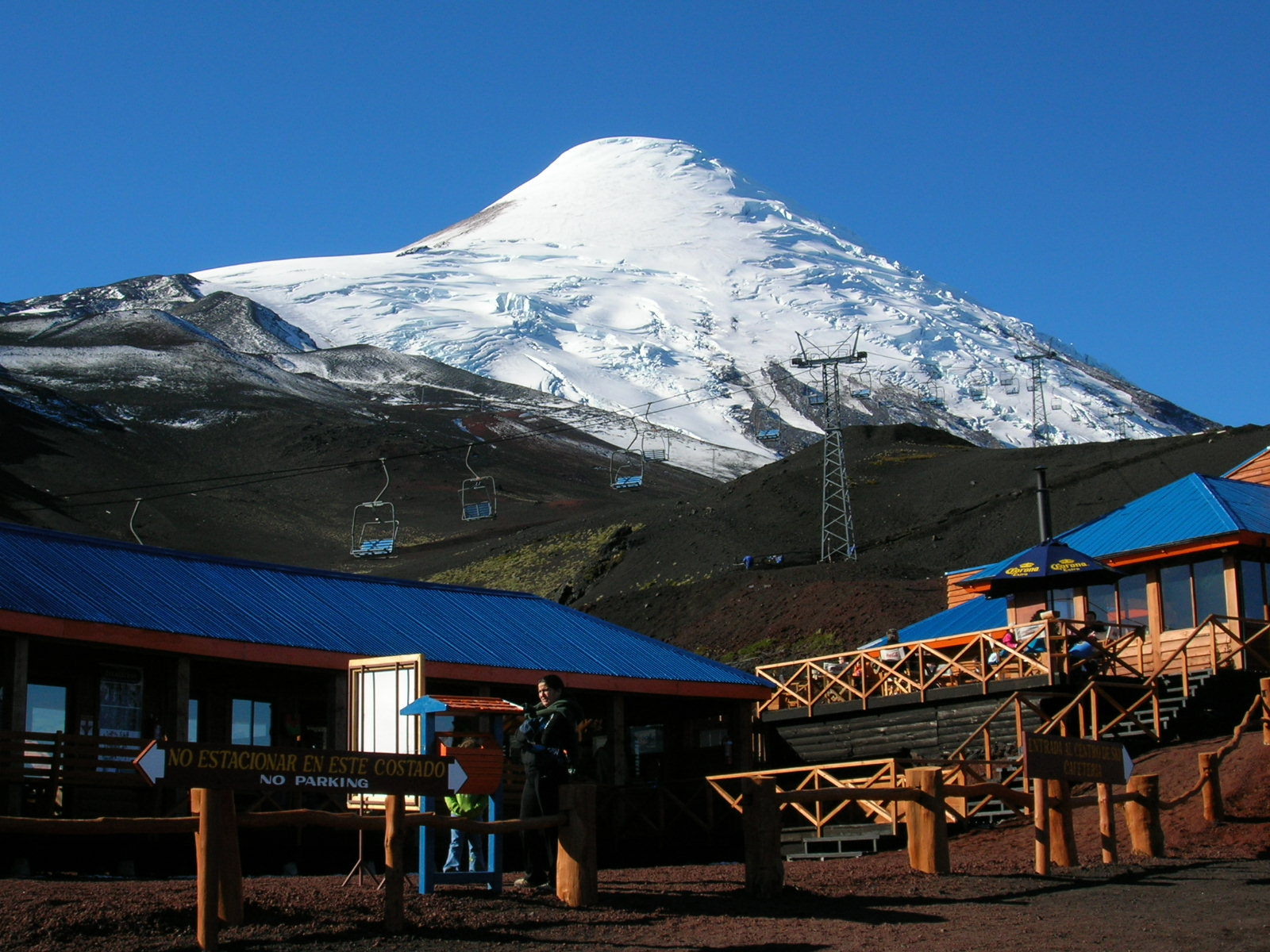
Estação de esqui
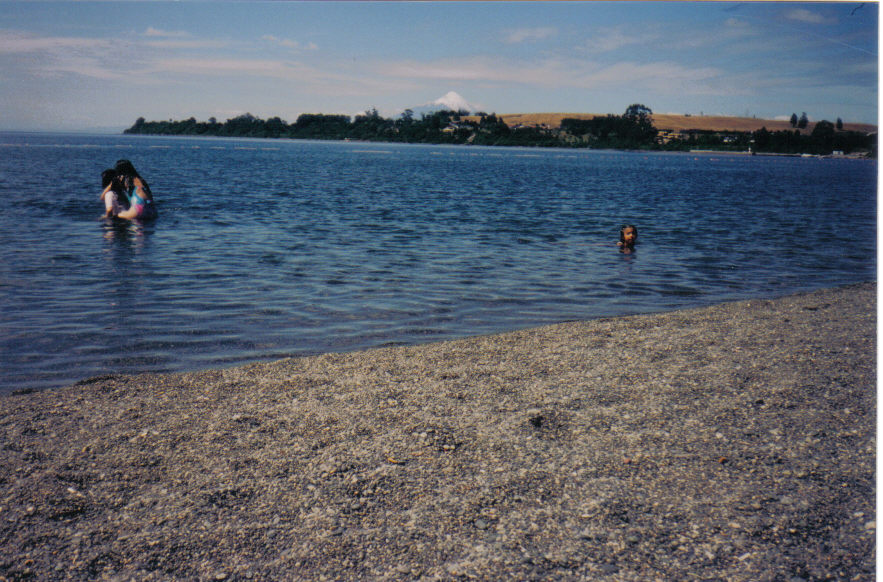
Verão em Puerto Varas